# Adrian Lulgjuraj
Adrian Lulgjuraj (n. Ulcinj, Muntenegru) este un cântăreț din Albania care a reprezentat țara sa la Concursul Muzical Eurovision 2013 din Malmö cu melodia Identitet, împreună cu Bledar Sejko.
Cei doi câștigaseră selecția națională albaneză.